# Martin Burckhardt
Pour les articles homonymes, voir Burckhardt.
Pour l'écrivain allemand, voir Martin Burckhardt (écrivain).
Martin Burckhardt, né le 5 mars 1921 à Bâle et mort le 6 février 2007 dans la même ville, est un architecte et une personnalité politique suisse, membre du Parti libéral démocratique. Il siège au Conseil national de 1987 à 1991.
Il est notamment l'auteur de la Tour de la Banque des règlements internationaux à Bâle.

## Biographie

### Origines et famille
Martin Heinrich Burckhardt, aussi connu sous le nom de Burckhardt-Henrici, naît le 5 mars 1921 à Bâle, dont il est également originaire. Son père est l'architecte Karl August Burckhardt (1879-1960), issu d'une vieille famille patricienne bâloise ; sa mère est née Louise Elisabeth Koechlin. Il est le benjamin d'une fratrie de cinq enfants.
Il épouse en 1952 Veronika Henrici, fille d'un juriste de Bâle. Ils ont deux enfants, dont l'historien de l'Antiquité Leonhard Burckhardt (de).

### Études
Il suit sa scolarité à Bâle. Après sa maturité au gymnase humaniste de Bâle (de) en 1940, il étudie l'architecture à l'École polytechnique fédérale de Zurich où il obtient son diplôme en 1945. Il séjourne ensuite quelques années aux États-Unis, à New-York et Houston.

### Parcours professionnel
De retour en Suisse en 1951, il fonde avec son père et son associé Karl Eckert la société Burckhardt Architekten à Bâle (Burckhardt+Partner depuis 1973). À partir de 1970, il a par ailleurs été chargé de cours et, de 1979 à 1982, professeur à l'EPF de Lausanne. Dans les années 1950 et 1960, le bureau s'est établi avec de nombreux bâtiments administratifs et industriels, notamment pour l'industrie chimique et le secteur bancaire. Le bureau a pu ouvrir des succursales, entre autres à Berlin, Vienne, Paris, au Mexique, au Brésil, aux États-Unis et en Australie. En 1990, il a quitté la direction de Burckhardt+Partner. En 2006, le bureau était le plus grand bureau d'architecture suisse avec 219 collaborateurs.
Martin Burckhardt construit notamment l'institut interfacultés Biozentrum de l'Université de Bâle de 1967 à 1970, la Tour de la Banque des règlements internationaux de 1972 à 1976 et le centre de recherches Nestlé à Lausanne de 1980 à 1987.
En 1968, il conçoit le siège de Sandoz-France à Rueil-Malmaison, en collaboration avec Bernard Zehrfuss, assisté de Jean Prouvé.

### Parcours politique
De 1984 à 1988, il est président de la section bâloise du parti libéral.
Il siège au Grand Conseil du canton de Bâle-Ville de 1976 à 1988 et au Conseil national de 1987 à 1991, où il s'occupe notamment de questions d'éducation, de culture et de politique étrangère et siège dans les commissions de la réforme du parlement et de l'Exposition universelle de Séville.

### Art et mécénat
Martin Burckhardt est membre de la commission cantonale d'art de Bâle de 1955 à 1975.
En 1961, il crée en mémoire de son père le fonds Karl August Burckhardt-Koechlin, afin d'acquérir des dessins, des aquarelles et des gouaches du 20e siècle[réf. souhaitée]pour le cabinet des estampes du Kunstmuseum de Bâle.
Ce fonds comprend notamment des oeuvres de : Otmar Alto, Marguerite Ammann, Horst Antès, Julius Bissier, Umberto Boccioni, Walter Bodmer, Eduardo Chillida, Simon Dittrich, Max Ernst, Maurice Estève, Lyonel Feininger, Paul Flore, Alberto Giacometti, Giovanni Giacometti, Juan Gris, Horst Janssen, Lenz Klotz, Bernhard Luginbühl, Otto Meyer-Amden, Amedeo Modigliani, Robert Muller, Antonio Zoran Musique, Luigi Pericle, Pablo Picasso, Serge Poliakoff, Oskar Schlemmer, K.R.H. Sonderborg, Louis Soutter, Antonio Tàpies.
Ce fonds est géré par la Freiwillige Akademische Gesellschaft (FAG).

## Œuvres (sélection)

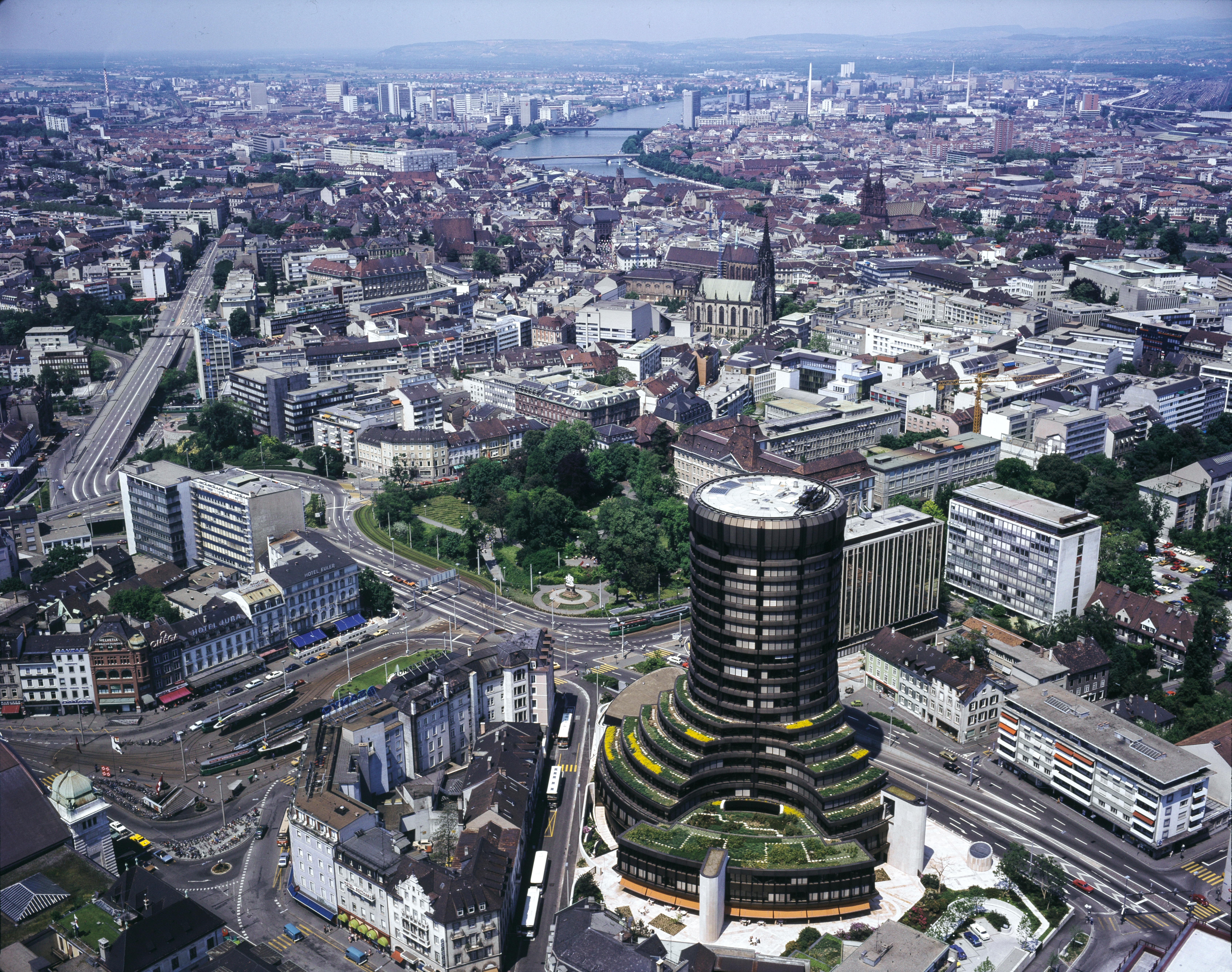
Bâle : la Tour de la Banque des règlements internationaux, la vieille ville et le Rhin.

(mai 2024).

### Œuvre architecturale
- Verwaltungsgebäude und Kantine, Geigy, Werk Rosental, Basel, 1954–66
- Warenhaus Pfauen, Coop, Basel, 1959–63
- Wasserstelzenschulhaus, Riehen, 1961–1964[8]
- Fabrikations- und Lagergebäude, Thomi und Franck, Horburg, 1963–67
- Bürogebäude, Burckhardt Architekten, Basel, 1962–62
- Soleeindampfungsanlage, Rheinsalinen Schweizerhalle, Pratteln, 1965–66
- Hauptsitz Sandoz-France, Paris, Frankreich, 1965–68
- Hauptsitz Sandoz, São Paulo, Brasilien, 1965–68
- Aquarium und Vivarium, Zoologischer Garten Basel, 1967–69
- Laborgebäude Pharma und Farben, Sandoz, Basel, 1967–71
- Forschungszentrum Sandoz, Wien, 1967–70
- Biozentrum, Universität Basel, 1967–70
- Bürogebäude Sandoz, Barcelona, 1969–70
- Bank für Internationalen Zahlungsausgleich BIZ, Basel, 1972–76
- Forschungszentrum Nestlé Nahrungsmittel, Vers-chez-les-Blanc VD, 1980–87
- Verwaltungsgebäude Schweizerischer Bankverein, Basel, 1980–88
- Modehaus Spengler, Münchenstein, 1988–91
- Erweiterungsgebäude Universität Zürich, 3. und 4. Etappe, 1989–94, 1992–97
- Informatikgebäude R-1008 der Ciba-Geigy, Basel 1989–91
- Alters- und Pflegeheim Schöntal, Füllinsdorf 1990–91
- Bogn Engiadina, Therme, Scuols 1990–92
- Bürogebäude Hatt-Haller AG, Dietikon 1991–94
- Radio Studio, Zürich, Um- und Neubau 1992–94
- Verwaltungsgebäude Basler Lebensversicherung, 1993–94
- Leonhard-Schulhaus, Basel 1995–98

### Œuvre littéraire
M. H. Burckhardt, Baulust, autoédition, 2000, Bâle (Mémoires).